# Estación Larrechea (Mitre)
Larrechea es una estación ferroviaria ubicada en la localidad homónima, Departamento San Jerónimo, Provincia de Santa Fe, Argentina.

## Servicios
La estación corresponde al Ferrocarril General Bartolomé Mitre de la red ferroviaria argentina.
Actualmente se encuentra sin operaciones de pasajeros.